# Supercoppa italiana 2025 (pallavolo femminile)
La Supercoppa italiana 2025, 30ª edizione della Supercoppa nazionale femminile di pallavolo, si svolgerà il 18 ottobre 2025: al torneo parteciperanno due squadre di club italiane.

## Formula
La formula ha previsto una gara unica.

## Squadre partecipanti
| Squadra      | Qualificazione                                   |
| ------------ | ------------------------------------------------ |
| Imoco        | Vincitrice Coppa Italia 2024-25/Serie A1 2024-25 |
| Pro Victoria | Finale Coppa Italia 2024-25                      |

## Torneo
| 18 ottobre 2025 [[]], [[]] Durata: - Spettatori: | Imoco |  | Pro Victoria |  |